# Cistacythereis
Cistacythereis is een geslacht van kreeftachtigen uit de klasse van de Ostracoda (mosselkreeftjes).

## Soorten
- Cistacythereis caelatura Uliczny, 1969 †
- Cistacythereis carthaginensis Barra & Bonaduce, 1996
- Cistacythereis cebrenidos Uliczny, 1969 †
- Cistacythereis equivalvis Doruk, 1981 †
- Cistacythereis reymenti Stambolidis, 1982
- Cistacythereis robusta Bonaduce, Ruggieri, Russo & Bismuth, 1992 †
- Cistacythereis rubra (Müller, 1894)
- Cistacythereis turbida (Müller, 1894)